# Cimetière militaire français d’Atapkamé
Le cimetière militaire français d'Atakpamé, situé dans la Région des Plateaux au Togo, est un cimetière français qui date de la seconde guerre mondiale.

## Historique
Découvert en novembre 2018  et réhabilité en avril 2019, le cimetière est situé dans la ville d'Atakpamé au quartier Oke-Epka. Il compte quinze tombes dont celles de trois soldats togolais qui ont servi sous le drapeau français au Togo dans le régiment des tirailleurs du Dahomey-Togo. Le cimetière est réhabilité par l'ambassade de France au Togo en collaboration avec la mairie d'Atapkamé,,,.